# Milan Amruš
Milan Amruš (Brod na Savi, 1. listopada 1848. – Zagreb, 26. svibnja 1919.), hrvatski liječnik i političar.

## Životopis
Emil Milan Amruš rođen je u Brodu na Savi, a pohađao je Klasičnu gimnaziju u Zagrebu koju je završio 1866. godine. Medicinu je završio na Jozefinskoj akademiji u Beču. Kao vojni liječnik i izvjestitelj za zdravstvo i veterinarstvo Zemaljske vlade u Sarajevu, postavlja temelje modernoj zdravstvenoj službi u Bosni i Hercegovini, a zatim u Institutu za patologiju u Beču. Nešto kasnije završio je i studij prava te se u Zagreb vratio u svibnju 1888. godine.  Jedna od prvih akcija koju je poduzeo po povratku u Zagreb bila je ustrojstvo Medicinskog fakulteta u Zagrebu, potrebu i mogućnost kojeg je opisao u Obzoru 1886. godine.
Završivši i studij prava, vrativši se u Zagreb, aktivno se bavi politikom kao član Neodvisne narodne stranke, čiji su članovi zvani Obzoraši, i biva izabran za narodnoga zastupnika u Hrvatskom saboru. Gradonačelnik Zagreba bio je od 1890. do 1892. i od 1904. do 1910. Za to vrijeme Zagreb dobiva asfaltirane ulice, električnu uličnu rasvjetu, Zavod za njegu dojenčadi i još puno toga od koristi svojim građanima.
Za njegova je mandata uspinjačom u Bregovitoj ulici 1890. godine povezan Donji i Gornji grad, a 1891. uveden je konjski tramvaj te otvorena jubilarna gospodarsko – šumarska izložba kojom je proslavljeno 50 godina Hrvatsko – slavonskog gospodarskog društva. Amruš je 1892. godine na dnevni red gradskog zastupstva stavio i potrebu gradnje električne centrale koja bi grad opskrbljivala strujom za to je stručnu pomoć zatražio i dobio od Nikole Tesle.
Kao privatni liječnik, narodni zastupnik i član ravnateljstva Okržune blagajne za osiguranje radnika, Amruš je u rujnu 1902. izabran na čelo Odbora za gradnju lječilišta za sušičave u okolici Zagreba. Najpogodnijim mjestom činilo se „Bielo bukevje“ na 800 metara nadmorske visine na Zagrebačkoj gori.
Godine 1902. pokrenuo je Hrvatsku pučku knjižnicu, a godinu kasnije izdao je prva dva sveska pod nazivom „Zdravlje“ i „Gruntovnica“. Za vrijeme njegova drugog gradonačelničkog mandata 1904. godine započela je gradnja Sanatorija Brestovac, a prvi su bolesnici primljeni na Brestovac 1909. godine.
Amruš je zajedno s gradskim zastupnicima, činovnicima i tisućama Zagrepčana na Jelačićevom trgu dočekao trenutak kad su 5. studenog 1907. godine zapaljene krune električne svjetiljke na Jelačićevom trgu, u Ilici do Frankopanske, u ulici Marije Valerije (današnjoj Praškoj) te zapadnom stranom Zrinjskoga trga sve do Starčevićeva doma kod Glavnoga kolodvora. Također je njegovom zaslugom Zagreb dobio javni zahod na Jelačićevu trgu 1909. godine, a svoj je znatni imetak Amruš oporučno ostavio gradu Zagrebu u dobrotvorne svrhe. Na svome je imanju u Klinča Selu utemeljio sirotište pod imenom „Amruševo“, a u njegovoj kući na Josipovcu otvoren je dom za napuštenu djecu. Prostorije njegova stana u zgradi u Petrinjskoj ulici poslije je grad preuredio i tamo uselio Dispanzer za spolne bolesti.
Jednim je od darovatelja katedrale Srca Isusova u Sarajevu (jedan od vitraja u svetištu).
U zagrebačkome Donjem gradu je po njemu imenovana Amruševa ulica.